# Местная почта Венденского уезда
Местная почта в Венденском уезде Лифляндской губернии Российской империи, выпускавшая собственные марки, была учреждена в 1863 году. Она предназначалась для доставки корреспонденции от отделения государственной почты к адресату, обратной их связи и почтового обращения внутри Венденского уезда.

## История и описание

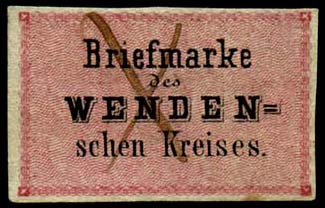
Почтовая марка Венденской местной почты из второго выпуска — для писем; 1863(Mi #1)

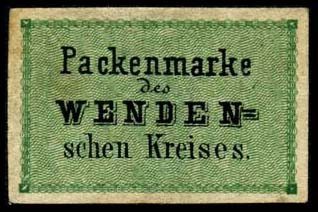
Почтовая марка Венденской местной почты из второго выпуска — для бандеролей; 1863(Mi #2)

Одной из причин организации местной почты в Венденском уезде стало то, что существовавшая в Вендене (ныне Цесис, Латвия) государственная почта не обеспечивала доставку частной корреспонденции из населённых пунктов уезда в Венден. 1 марта 1862 года местный орган самоуправления Венденско-Валкский крейстаг утвердил проект устройства в Венденском уезде внутренней почты и назначил специальную комиссию по разработке положения «О введении почтовых марок для корреспонденции в уезде». Введение почтовых марок было опубликовано посредством циркуляра от 15 декабря 1862 года и вошло в силу с 1 января 1863 года.
Почтовые тарифы, утверждённые крейстагом, предусматривали оплату двухкопеечными марками всех писем или посылок весом до 5 фунтов, пересылаемых по почте как внутри уезда, так и за его пределы. Кроме того был установлен и весовой сбор. Письмо весом более 1 лота должно было дополнительно оплачиваться второй маркой, а посылка двумя марками.
Первая венденская почтовая марка была изготовлена в 1862 году. Она была отпечатана литографским способом на желтоватой или серо-желтоватой бумаге светло-голубой краской. На миниатюре изображена декоративная розетка, обрамлённая надписью: нем. «Wendensche Kreis-Brief Post» («Венденская окружная почта»). Марка была без номинала, зубцов и клея. Однако этот выпуск не вышел в обращение. По правилам приёма корреспонденции на Венденскую почту пакеты должны были перевязываться бечёвкой, на которую сверху наклеивалась почтовая марка. Малый формат первой марки (19,25 × 19,25 мм) не позволил её использовать.
В 1863 году состоялся второй выпуск. Литографским способом были отпечатаны две беззубцовые почтовые марки. Они были без номинала, с пояснительными надписями: «Briefmarke» (для писем, номинальная стоимость — 2 копейки) и «Packenmarke» (для бандеролей, номинальная стоимость — 4 копейки). Продажа венденских марок в уезде началась с 1 января 1863 года. За год было реализовано примерно 13 700 штук.
9 марта 1875 года управляющий почтовой частью Лифляндской губернии направил в Почтовый департамент МВД Российской империи донесение за № 1581, в котором в частности говорилось:
…в Венденском уезде Лифляндской губернии существуют особо установленные марки стоимостью в 2 копейки разных цветов для пересылки корреспонденции по уезду, посредством особых посыльных по 2 раза в неделю. …Марки эти, как оказывается теперь, не были до введения их представлены на утверждение г. министру внутренних дел.
19 марта 1875 года Почтовый департамент в ответе управляющему почтовой частью в Лифляндской губернии сообщил:
Со стороны почтового департамента не может встретиться препятствий к обращению в Венденском уезде представленных при упомянутом донесении № 1581 сельских почтовых марок.
Этот документ стал первым официальным разрешением на выпуск в Венденском уезде марок, находившихся к этому времени в обращении уже более 12 лет.
С 1879 по 1909 год между лифляндским губернатором и российским правительством шла переписка «об упразднении существующего в Венденском уезде порядка пересылки уездной и приходской почты». 23 апреля 1903 года, в связи с расширением сети государственной почты, Венденская уездная почта была закрыта.
Всего для нужд Венденской почты было выпущено 12 различных типов марок, имеющих около сорока разновидностей. Сюжетами их рисунков служили геральдические фигуры — вздыбленный грифон с мечом в правой лапе (герб Лифляндии; на марках 4-го выпуска), рука с мечом выходящая из облаков (герб Венденского уезда; на марках 7-го, 8-го, 9-го, 10-го и 11-го выпусков). Цвета марок — красный, зелёный и белый, которые были национальными цветами Лифляндии. До 1901 года все надписи на марках делались на немецком языке. В 1901 году марки Венденской почты были отпечатаны с надписями на русском языке, на них впервые появились слова «Уездная почта». Эмиссия этого выпуска, продолжавшаяся до 1903 года, с изображением развалин Венденского замка стала последней в серии венденских марок.
|                                |                             |                              |                               |                                   |
| 1864: четвёртый выпуск (Mi #4) | 1871: шестой выпуск (Mi #6) | 1875: восьмой выпуск (Mi #8) | 1880: десятый выпуск (Mi #10) | 1901: двенадцатый выпуск (Mi #12) |

Марки на корреспонденции обычно гасились перечёркиванием пером. Относительно редкое гашение штемпелем возникло, когда на корреспонденции со смешанной франкировкой, адресованной за пределы уезда, работники государственной почты обнаруживали непогашенные марки уездной почты.
Существует значительное количество подделок и новоделов венденских марок. Известны случаи, когда они изготавливались самой администрацией Венденской почты. Например, в июле 1880 года в соответствии с указанием почтдиректора для продажи филателистам было отпечатано по 10 тысяч экземпляров почти всех ранее изданных беззубцовых марок. В 1893 году венденский почтдиректор Гиршхейдт распорядился изготовить новоделы некоторых марок.

## Статус марок
Некоторые исследователи рассматривают венденские марки как официальные выпуски земской почты. Однако венденские марки стали использоваться на год раньше принятия закона о введении земской почты в России; к тому же, в Прибалтийских губерниях не было земских учреждений. Следовательно, эти марки не могут быть причислены к земским. Есть все основания рассматривать почтовые марки Вендена, выпущенные до 1875 года, в качестве полуофициальных, а последующие выпуски в качестве официальных почтовых марок местного значения.

## Интересные факты
В 1906 году, уже после ликвидации Венденской уездной почты, группа членов «Рижского общества любителей почтовых марок» приобрела весь остаток венденских марок, а именно оригиналы, новоделы, факсимиле и макулатурные оттиски, в типографии Бухард-Шталь в количестве 220 500 штук. 10 мая того же года, по состоявшемуся соглашению, в присутствии представителей лифляндского дворянства и группы членов Общества, были сожжены 85 000 экземпляров марок. 9 февраля 1912 года по решению группы членов Общества, приобретшей венденские марки, во избежание падения их стоимости, были вновь сожжены 78 700 экземпляров.